# Jeffery Simmons
Jeffery Bernard Simmons Jr. (Parrocchia di La Salle, 28 luglio 1997) è un giocatore di football americano statunitense che milita nel ruolo di defensive end per i Tennessee Titans della National Football League (NFL).

## Carriera universitaria
Simmons al college giocò a football con i Mississippi State Bulldogs dal 2016 al 2018. Il 12 febbraio 2019, durante la preparazione al draft, si ruppe il legamento crociato anteriore.

## Carriera professionistica
Simmins fu scelto nel corso del primo giro (19º assoluto) del Draft NFL 2019 dai Tennessee Titans. All'inizio della stagione regolare fu inserito in lista infortunati per recuperare dalla rottura del legamento crociato. Il 19 ottobre tornò nel roster attivo. Debuttò nella NFL il giorno successivo contro i Los Angeles Chargers mettendo a segno 4 tackle e un sack su Philip Rivers nella vittoria per 23-20. La sua prima stagione regolare si chiuse con 32 tackle e 2 sack in 9 presenze. Nel divisional round dei playoff contro i Baltimore Ravens, Simmons recuperò un fumble forzato dal compagno Jurrell Casey su Lamar Jackson nella vittoria per 28–12 in trasferta.
Nel nono turno della stagione 2020 Simmons fu premiato come miglior difensore della AFC della settimana grazie a 3 tackle, un passaggio deviato, un fumble recuperato e uno forzato nella vittoria sui Chicago Bears.
Nella settimana 9 della stagione 2021 Simmons mise a referto 3 sack su Matthew Stafford dei Los Angeles Rams, il massimo per un giocatore dei Titans da 13 anni. A fine stagione fu inserito nel Second-team All-Pro e convocato per il Pro Bowl al posto dell'infortunato Chris Jones dopo avere fatto registrare 8,5 sack.
Nel 2022 Simmons fu convocato per il suo secondo Pro Bowl e inserito nel Second-team All-Pro dopo avere fatto registrare 7,5 sack.
Il 7 aprile 2023 Simmons firmó un nuovo contratto quadriennale con i Titans.

## Palmarès
- Convocazioni al Pro Bowl: 2

2021, 2022
- Second-team All-Pro: 2

2021, 2022
- Difensore della AFC della settimana: 1

9ª del 2020